# Королева Мальти
Королева Мальти — офіційний титул Єлизавети II як голови суверенної держави Мальта у 1964—1974. Була представлена генерал-губернатором. Єлизавета II також була монархом інших королівств Співдружності, зокрема, Сполученого Королівства Великої Британії та Північної Ірландії.
У 1974 було прийнято нову конституцію, держава позбулася монархії та перетворилася на республіку у складі Співдружності, з головою держави — президентом.

## Спадкування престолу
Спадкування престолу здійснювалося відповідно до Акту про престолонаслідування 1701 року. Спадкоємцем престолу Королівства був Чарльз, принц Уельський.

## Титул
- англ. Għall-Grazzja t’Alla tar-Renju Unit tal-Britannja l-Kbira u ta’ l-Irlanda ta’ Fuq u tar-Renji u t-Territorji l-Oħra Tagħha, Reġina, Kap tal-Commonwealth u Difenditriċi tal-Fidi (By the Grace of God, of the United Kingdom of Great Britain and Northern Ireland and of Her other Realms and Territories Queen, Head of the Commonwealth, Defender of the Faith)
- англ. Għall-Grazzja t’Alla, Reġina ta’ Malta u tar-Renji u t-Territorji l-Oħra Tagħha, Kap tal-Commonwealth (By the Grace of God, Queen of Malta and of Her other Realms and Territories, Head of the Commonwealth)

## Список
| І'мя                              | Портрет | Примітки                                                                                         |
| --------------------------------- | ------- | ------------------------------------------------------------------------------------------------ |
| Єлизавета II (англ. Elizabeth II) |         | Донька Георга VI, голова Співдружності націй. Консортом королеви був Філіп, герцог Единбурзький. |